# Jardín Botánico del Estado de Georgia
El Jardín Botánico del Estado de Georgia, en inglés : The State Botanical Garden of Georgia, es un jardín botánico de 127 hectáreas (313 acres) de extensión total (en las que se incluye un conservatorio, zona paisajista de 12 hectáreas y 115 hectáreas de vegetación natural), estando administrado por la Universidad de Georgia que se encuentra en Athens (Georgia), Estados Unidos. 
Presenta trabajos para la Agenda Internacional para la Conservación en los Jardines Botánicos.
El código de identificación del The State Botanical Garden of Georgia como miembro del "Botanic Gardens Conservation Internacional" (BGCI), así como las siglas de su herbario es GA.

## Ubicación
The State Botanical Garden of Georgia, 2450 S. Milledge Avenue, Athens, Clarke county Georgia GA 30605-1624, United States of America-Estados Unidos de América.
- Promedio Anual de Lluvias: 1280 mm
- Altitud: 231.00 m s. n. m.
- Área Total Bajo Cristal: 1000 metros

## Historia
En 1968 se creó una zona acotada de naturaleza junto a la Universidad de Georgia, pero fuera del campus, para dedicarla al estudio y el disfrute de las plantas y de la naturaleza de la región, así como laboratorio natural disponible para la enseñanza, investigación y misiones del servicio público para la universidad y los ciudadanos de Georgia. 
Contiene una variedad amplia de plantas, de comunidades vegetales naturales y de hábitat fisiográficos comunes a la región piedemonte de Georgia. Habiéndose habilitado jardines temáticos y colecciones especiales.

## Colecciones
El jardín botánico alberga once colecciones botánicas y hortícolas :
- Annual/Perennial Garden (Plantas Anuales y Perennes)- anuales y perennes
- Dahlia Garden (Dalieda) (1987) - con una numerosa colección de ejemplares de dahlias
- Groundcover Collection (Plantas Cubresuelos) - euonymus, hypericum, hedera, juniperus, liriope, ophiopogon, vinca, etc.
- Heritage Garden (Jardín de la Herencia) - plantas con una importancia histórica o un interés social en el estado de Georgia, incluyendo Aceres, peras, y melocotones, algodón, cacahuetes, y tabaco.
- International Garden (Jardín Internacional)- Edad Media (Jardín de Hierbas y Jardín de simples), Era de las Exploraciones (con secciones de Mediterráneo & Oriente Medio, Hispanoamérica, América del Sur, y China), y la Era de la Conservación (Plantas de la América India, Jardín de Bog, Plantas amenazadas y en peligro de extinción).
- Native Azalea Collection (Colección de Azaleas Nativas)- azaleas
- Native Flora Garden (Jardín de Flora Nativa)- más de 300 especies, incluyendo helechos, trilliums, sanguinaria, y las orquídeas zapatillas de dama.
- Rhododendron Collection (1976) - rhododendrons
- Rose Garden (Rosaleda)- en la que se incluyen la mayoría de las clases de rosas (multiflora, grandiflora, híbridos del té, etc.).
- Shade Garden (Jardín de Sombra)- azalea, camellia, Cornus, laurel, magnolia, Cercis, y viburnum.
- Trial Garden (Jardín de Experimentación)- árboles y arbustos que se encuentran en evaluación procedentes del sureste de los Estados Unidos.